# Saint-Martin-de-Landelles
Saint-Martin-de-Landelles település Franciaországban, Manche megyében. Lakosainak száma 1142 fő (2018. január 1.). Saint-Martin-de-Landelles Isigny-le-Buat, Monthault, Saint-Georges-de-Reintembault, Hamelin, Saint-Brice-de-Landelles, Saint-Laurent-de-Terregatte és Virey községekkel határos.

## Népesség
A település népessége az elmúlt években az alábbi módon változott:
| Lakosok száma | 1303 | 1305 | 1301 | 1263 | 1224 | 1174 | 1172 | 1138 | 1125 | 1142 |
|               | 1962 | 1968 | 1982 | 1990 | 1999 | 2008 | 2011 | 2013 | 2017 | 2018 |